# جون ديرموت كامبل
جون ديرموت كامبل (بالإنجليزية: John Dermot Campbell)‏ هو شخصية أعمال وسياسي بريطاني (وحمل سابقاً جنسية المملكة المتحدة لبريطانيا العظمى وأيرلندا)، ولد في 20 يناير 1898، وتوفي في 23 يناير 1945. انتخب عضو برلمان أيرلندا الشمالية وفي الانتخابات الفرعية في مجلس العموم البريطاني ‏، انتخب عضو برلمان المملكة المتحدة الـ37 عن دائرة Antrim (UK Parliament constituency) ‏ (11 فبراير 1943 – 23 يناير 1945).